# José Cuevas (judoka)
José Cuevas (24 de febrero de 1995) es un deportista mexicano que compite en judo. Ganó una medalla de bronce en los Juegos Panamericanos de 2015, y una medalla de bronce en el Campeonato Panamericano de Judo de 2016.

## Palmarés internacional
| Juegos Panamericanos    | Juegos Panamericanos | Juegos Panamericanos | Juegos Panamericanos |
| Año                     | Lugar                | Medalla              | Categoría            |
| ----------------------- | -------------------- | -------------------- | -------------------- |
| 2015                    | Toronto (Canadá)     | Medalla de bronce    | +100 kg              |
| Campeonato Panamericano |                      |                      |                      |
| Año                     | Lugar                | Medalla              | Categoría            |
| 2016                    | La Habana (Cuba)     | Medalla de bronce    | +100 kg              |